# Andrea Cortellessa
Andrea Cortellessa (Roma, 1968) è un critico letterario e storico della letteratura italiano, professore associato presso il corso di laurea in Comunicazione dell'Università degli Studi Roma Tre, dove insegna Letteratura italiana contemporanea.

## Biografia
Si è laureato all'Università degli Studi di Roma "La Sapienza" con Walter Pedullà nel 1992, con una tesi sui diari di guerra di Carlo Emilio Gadda. Dopo il Dottorato di ricerca in Italianistica (IX ciclo), conseguito nel 1998 con una tesi sui diari di Tommaso Landolfi, si è poi formato sotto la guida di Giulio Ferroni. 
Ha collaborato con Nanni Balestrini nella redazione della rivista alfabeta2 dal 2010 al 2019, e nella trasmissione televisiva Alfabeta di Rai 5 nel 2015). 
Ha realizzato la drammaturgia della versione teatrale dei Canti Orfici di Dino Campana (2016) e della Commedia dantesca, entrambe dirette da Giancarlo Cauteruccio. 
In ambito televisivo ha realizzato il documentario Senza scrittori per RaiCinema nel 2010 con Luca Archibugi, e ha curato opere di importanti autori della cultura italiana del Novecento, da Giorgio Manganelli a Elio Pagliarani, da Giovanni Raboni a Luigi Di Ruscio, da Giulio Paolini a Claudio Parmiggiani, non senza rivisitazioni attualizzate di classici quali Francesco Petrarca e Giacomo Leopardi. In occasione del centenario della nascita del poeta, il 10 ottobre 2021, è stato fra i curatori dei convegni Zanzotto, un secolo. Da Pieve di Soligo al mondo (Pieve di Soligo, 8-10 ottobre), Zanzotto europeo, la sua poesia di movimento (Parigi e Berlino, École Normale Superieure e Istituti italiani di cultura, 25-30 novembre) e «Un'Arcadia horror». Roma per Andrea Zanzotto (Roma, 6-8 giugno 2022), della mostra Un'evidenza fantascientifica (Venezia, 15 maggio-17 ottobre) e del numero monografico dedicatogli dalla rivista «il verri» («E l'avanguardia ha trovato, ha trovato?, 77, ottobre 2021). Più di recente si è dedicato con continuità anche alla critica d’arte, con la curatela degli scritti di Giorgio de Chirico e una monografia su Piero Manzoni, scritti su artisti del secondo Novecento come Lucio Fontana, Alberto Burri, e su artisti di oggi come Elisabetta Benassi, Roberto Cuoghi, Flavio Favelli, Giosetta Fioroni e Luigi Ontani. È stato coordinatore scientifico dei Portatori del tempo. Enciclopedia delle arti contemporanee diretta da Achille Bonito Oliva, i cui quattro volumi sono usciti da Electa fra il 2010 e il 2018.
Per l'editoria scolastica ha guidato il gruppo che ha ampliato il Manuale di Letteratura Italiana per le scuole superiori scritto da Ferroni per la collana Einaudi Scuola e ha realizzato numerosi corsi video di Letteratura italiana nell’ambito del progetto Oilproject.
Collabora con quotidiani quali Alias, supplemento settimanale del manifesto, Il Sole 24 ore - domenica, il «Corriere della Sera», il mensile «Il Giornale dell'Arte»; e con le rivista on line Le parole e le cose². In passato ha collaborato con continuità anche a Diario della settimana, l'Unità, L'Indice dei libri del mese e Poesia. Fa parte del comitato di redazione della rivista Il verri e insieme a Federico Ferrari e Riccardo Venturi ha fondato nel 2020 la rivista online Antinomie.
Collabora con la Rai per i programmi culturali di Rai Radio 3, per la quale nel 2003 ha anche ideato e realizzato la trasmissione Occasioni, in cui metteva a confronto generazioni diverse di poeti attraverso letture delle loro opere e interviste d'archivio. Per Le Lettere di Firenze e L'orma editore di Roma ha diretto dal 2006 al 2018 la collana di testi italiani contemporanei fuoriformato, che ha contato in tutto 41 titoli; attualmente dirige per Aragno la collana Pietre d’angolo e, insieme a Maria Grazia Calandrone e Laura Pugno, la collezione di poesia contemporanea i domani.

## Opere
- Forse che sì. Joyce fra Pascoli e Gadda, Macerata, Quodlibet, 2025. ISBN 9788822907554.
- Con l'ascia dietro le nostre spalle. Amelia Rosselli, Milano, Electa, 2024. ISBN 9788892825482.
- Filologia fantastica. Ipotizzare, Manganelli, Ancona, Argolibri, 2022. ISBN 9788831225304.
- Andrea Cortellessa, Andrea Zanzotto, Abitare, Zanzotto. Premesse all'abitazione e altre prospezioni, Torino, Aragno, 2021. ISBN 9788893801485.
- Zanzotto. Il canto nella terra, Bari-Roma, Laterza, 2021. ISBN 9788858143087.
- Il libro è altrove. Ventisei piccole monografie su Giorgio Manganelli, sl, Luca Sossella editore, 2020. ISBN 9788832231441.
- Volevamo la Luna, Fidenza, Mattioli, 1885, 2019. ISBN 9788862617291.
- Monsieur Zero. 26 lettere su Manzoni, quello vero, Roma-Trieste, Italo Svevo, 2018. ISBN 9788899028268.
- Libri segreti: autori-critici nel Novecento italiano, Firenze, Le lettere, 2008. ISBN 8860872049.
- La fisica del senso: saggi e interventi su poeti italiani dal 1940 a oggi, Roma, Fazi, 2006. ISBN 8881126311.
- Ungaretti, libro e VHS, Torino, Einaudi, 2000. ISBN 9788806156435.

### Curatele
- (con Maria Carolina Foi e Theresia Prammer) Zanzotto europeo, la sua poesia di movimento. II. Berlino, atti del convegno di Berlino, Istituto italiano di cultura, 29-30 novembre 2021, Firenze, Franco Cesati, 2024. ISBN 9791254962008.
- (con Donata Meneghelli) L'inconscio tipografico, numero 85 de «il verri», giugno 2024. ISBN 9788898514809.
- (con Tommaso Pomilio) "Un'Arcadia horror". Roma per Andrea Zanzotto, atti del convegno di Roma, 16-18 giugno 2022, Firenze, Franco Cesati, 2024. ISBN 9791254960714.
- Arbasino A-Z, Milano, Electa, 2023. ISBN 9788892824195.
- (con Giorgia Bongiorno e Laura Toppan) Zanzotto europeo, la sua poesia di movimento. I. Parigi, atti del convegno di Parigi, 25-27 novembre 2021, Firenze, Franco Cesati, 2023. ISBN 9791254960462.
- Illustrazioni per libri inesistenti. Artisti con Manganelli, catalogo della mostra di Roma, Museo di Roma in Trastevere, 22 settembre 2023-7 gennaio 2024, Milano, Electa, 2023. ISBN 9788892824638.
- (con Claudio Pavese e Gianni Schiavon), Un figlio della civiltà delle immagini. Viaggio nei libri di Italo Calvino, catalogo della mostra di Santo Stefano Belbo, 7 settembre 2023-6 gennaio 2024, Livorno, Musketeers, 2023.
- Giorgio Manganelli, Emigrazioni oniriche. Scritti sulle arti, Milano, Adelphi, 2023. ISBN 9788845937941.
- (con Sabina D'Angelosante e Paolo Picozza) Giorgio de Chirico, Scritti 1910-1978. Romanzi, poesie, scritti critici e tecnici, interviste, Milano, La nave di Teseo, 2023. ISBN 9788834611715.
- (con Marco Belpoliti), Giorgio Manganelli, numero monografico di «Riga», 44, Macerata, Quodlibet, 2022. ISBN 9788822908971.
- (con Silvia De Laude) Vedere, Pasolini, Vicenza, Ronzani, 2022. ISBN 9791259970756.
- (con Marco Delogu e Silvia De Laude), Pasolini. Ipotesi di raffigurazione, catalogo della mostra di Roma, Madrid e Stoccolma, giugno 2022-gennaio 2023, Roma, Punctum, 2022. ISBN 978-88-95410-49-4.
- Giorgio Manganelli, La mort comme lumière. Écrits sur les arts du visible, traduzione di Vincent d’Orlando, Paris, Cahiers de l’Hôtel de Galliffet, 2022.
- (con Chiara Bertola), Un'evidenza fantascientifica. Luigi Ghirri, Andrea Zanzotto, Giuseppe Caccavale, catalogo della mostra omonima, Venezia, Fondazione scientifica Querini Stampalia, 15 maggio-17 ottobre 2021, Mantova, Corraini, 2021. ISBN 9788875709631.
- (con Silvia De Laude) Vedere, Pasolini, numero monografico di «Engramma», 181, maggio 2021. ISSN 1826-901X (WC · ACNP).
- Avanguardia a più voci. Scritti per Jacqueline Risset, a cura di Andrea Cortellessa, Umberto Todini e Massimiliano Tortora, Roma, Edizioni di Storia e Letteratura, 2020. ISBN 9788893593656.
- Nanni Balestrini, La nuova violenza illustrata, Torino, Bollati Boringhieri, 2019. ISBN 9788833932231.
- Giorgio de Chirico, La casa del poeta. Tutte le poesie in versi e in prosa, in francese e in italiano, tradotte dall’autore e da Valerio Magrelli, Milano, La nave di Teseo, 2019. ISBN 8834600649.
- Elio Pagliarani, Tutte le poesie (1946-2011), Milano, il Saggiatore, 2019. ISBN 9788842824992.
- Giulio Paolini, Un appuntamento rinviato, insieme a Giorgio de Chirico, Il cervello e la mano, Torino, Aragno, 2019. ISBN 9788893800358.
- Con gli occhi aperti. 20 autori per 20 luoghi, Roma, Exòrma, 2016. ISBN 978-88-98848-30-0.
- Goffredo Parise, a cura di Marco Belpoliti e Andrea Cortellessa, Milano, Marcos y Marcos, 2016. ISBN 9788871687575.
- Luigi Di Ruscio, Romanzi, a cura di Andrea Cortellessa e Angelo Ferracuti, Milano, Feltrinelli, 2014. ISBN 9788807530319.
- La terra della prosa. Narratori italiani degli anni zero (1999-2014), a cura di A. Cortellessa, Roma, L'orma editore, 2014. ISBN 9788898038343.
- Giorgio Manganelli, Una profonda invidia per la musica. Invenzioni a due voci con Paolo Terni, a cura di Andrea Cortellessa, Roma, L’orma, 2014. ISBN 9788898038336.
- Il romanzo sperimentale. Palermo, 1965, a cura di Nanni Balestrini, seguito da Con il senno di poi, a cura di A. Cortellessa, Roma, L'orma editore, 2013. ISBN 9788898038220.
- Claudio Parmiggiani, Una fede in niente ma totale, a cura di Andrea Cortellessa, prefazione di Jean-Luc Nancy, Firenze, Le Lettere, 2010. ISBN 9788860873514.
- Scuole segrete: il Novecento italiano e Tommaso Landolfi, Milano, Aragno, 2009. ISBN 9788884194169.
- Giorgio de Chirico. Scritti, edizione diretta da Achille Bonito Oliva, Milano, Bompiani, 2008. ISBN 9788845262050.
- La furia dei venti contrari: variazioni Amelia Rosselli con testi inediti e dispersi dell'autrice, Firenze, Le lettere, 2007. ISBN 9788860870797.
- La strada di Levi: immagini e parole dal film di Davide Ferrario e Marco Belpoliti, Venezia, Marsilio, 2007. ISBN 9788831791243.
- Tegole dal cielo, a cura di Giancarlo Alfano e Andrea Cortellessa, Roma, EDUP, 2007. ISBN 9788884211446.
- Giorgio Manganelli, a cura di Marco Belpoliti e Andrea Cortellessa, Milano, Marcos y Marcos, 2006. ISBN 88-7168-437-0
- Giorgio Manganelli, L'isola pianeta e altri settentrioni, Milano, Fabbri Editori, 2006. ISBN 9788845920530.
- Giulio Ferroni, L'esperienza letteraria in Italia, a cura di Andrea Cortellessa, Italo Pantani, Silvia Tatti, Milano, Einaudi, 2006. ISBN 9788828608455.
- Elio Pagliarani, Tutte le poesie: 1946-2005, Milano, Garzanti, 2006. ISBN 9788811678328.
- Un'altra storia: Petrarca nel Novecento italiano, atti del Convegno di Roma, 4-6 ottobre 2001, Roma, Bulzoni, 2005.
- Giorgio Manganelli, La favola pitagorica: luoghi italiani, Milano, Adelphi, 2005. ISBN 9788845919473.
- Niccolò Tommaseo, introduzione di Gino Tellini, tiratura limitata, Roma, Istituto poligrafico dello Stato, 2005
- Giovanni Raboni, La poesia che si fa: cronaca e storia del Novecento poetico italiano: 1959-2004, Milano, Garzanti, 2005. ISBN 9788811600268.
- Il Cordelli immaginario, a cura di Luca Archibugi e Andrea Cortellessa, Firenze, Le lettere, 2003. ISBN 9788871667935.
- Pensa alla tua libertà: cinema di Emidio Greco, a cura di Franco Cordelli e Andrea Cortellessa, Alessandria, Falsopiano, 2002. ISBN 9788887011418.
- La biblioteca di don Gonzalo: il fondo Gadda alla Biblioteca del Burcardo, a cura di Andrea Cortellessa e Giorgio Patrizi, prefazione di Walter Pedullà, Roma, Bulzoni, 2001. ISBN 9788883196034.
- Quel libro senza uguali: le Operette morali e il Novecento italiano, a cura di Novella Bellucci, Andrea Cortellessa, Roma, Bulzoni, 2000. ISBN 9788883194689.
- Le notti chiare erano tutte un'alba: antologia dei poeti italiani nella Prima guerra mondiale, prefazione di Mario Isnenghi, Milano, B. Mondadori, 1998. ISBN 9788842494737; nuova edizione ampliata, Milano, Bompiani, 2018. ISBN 9788845297441.

### Saggi e altro
- Il coltello dello sguardo, postfazione ad Antonella Anedda, La vita dei dettagli, Milano, Electa, 2025, pp. 177-199. ISBN 9788892827332.
- Da una disfatta (su Alberto Burri), in Afro Burri Capogrossi. Alfabeto senza parole, catalogo della mostra di Perugia, Palazzo della Penna, 18 aprile-6 luglio 2025, a cura di Luca Pietro Nicoletti e Moira Chiavarini, coordinamento scientifico di Alessandro Sarteanesi, Arezzo, Magonza, 2025, pp. 198-221. ISBN 9791281808171.
- Polvere di canone, in Luca Vitone, D’après (de Pisis-Paolini), catalogo della mostra di Firenze, Museo Novecento, 18 marzo-7 settembre 2022, a cura di Eva Francioli e Stefania Rispoli, Cinisello Balsamo, Silvana, 2025, pp. 58-75.  ISBN 9788836660490.
- Il privilegio del falso. Su Manganelli, ancora, in «Strumenti Critici», XXXIX, 1 (167), gennaio-aprile 2025, pp. 39-69.
- D’altri diluvi, in Attraverso i diluvi, catalogo della mostra di Reggio Emilia, collezione Maramotti, 27 ottobre 2024-9 marzo 2025, Macerata, Quodlibet, 2025, pp. 137-151. ISBN 9788822923851.
- I sogni del libro, in Il sogno di Luigi Serafini, catalogo della mostra di Rovereto, MART, 12 luglio-20 ottobre 2024, a cura di Andrea Cortellessa, Denis Isaia e Pietro Nocita, Cinisello Balsamo, Silvana, 2024, pp. 263-291. ISBN 9788836659838.
- L’orologio del mondo, in Olivo Barbieri, Colosseo, Milano, Moebius, 2024, pp. 14-31. ISBN 9791256920136.
- Prospettiva, aberrazioni, in Una (non) prospettiva. Percorsi intorno all’opera di Vitaliano Trevisan, atti del convegno di Padova, Università di Padova, 25 settembre 2023-Vicenza, Accademia Olimpica, 13 novembre 2023, a cura di Alvaro Barbieri e Matteo Giancotti, Milano-Udine, Mimesis, 2024, pp. 247-262. ISBN 9791222310510.
- Experimentum Mundi, in Zanzotto europeo, la sua poesia di movimento. II. Berlino, atti del convegno di Berlino, Istituto italiano di cultura, 29-30 novembre 2021, a cura di Andrea Cortellessa, Maria Carolina Foi e Theresia Prammer, Firenze, Franco Cesati, 2024, pp. 13-36.  ISBN 9791254962008.
- Violenza, gentilezza, postfazione a Vitaliano Trevisan, Aberrazioni e prospettive. Narrazioni e saggi di architettura, a cura di Giulio Girondi, Mantova, Oligo, 2024, pp. 81-92. ISBN 9791281000629.
- Giochi proibiti, in Arcangelo Sassolino, No flowers without contradiction, catalogo della mostra di Lugano, Repetto Gallery, 20 settembre 2024-18 gennaio 2025, a cura di Luca Massimo Barbero, Arezzo, Magonza, 2024, pp. 85-103. ISBN 9791281808089.
- Il problema del romanzo, in Pasolini e l’attraversamento dei generi, atti del convegno di Roma, Accademia dei Lincei, 16-17 marzo 2023, Roma, Bardi, 2024, pp. 51-68. ISBN 9788821812668.
- The Ghost in the Machine, in «il verri», 85, giugno 2024, pp. 73-96. ISBN 9788898514809.
- Una scrittura esposta, Prefazione in Ludovica Del Castillo, Scusami se tardo a tornare. Goffredo Parise, una questione di vita, Novate Milanese, Prospero, 2024. ISBN 9791281091313.
- Self-Portrait, in Gino De Dominicis: A Reader, a cura di Gabriele Guercio, Köln, Walther und Franz König, 2024, pp. 115-127. ISBN 9783753305837.
- Il tesoro nascosto, in Machiavelli 30, Vincenzo Agnetti, 0:00 - 16:59, Milano, Axis, AXIS, 2023. ISBN 9791280826039.
- Risonanze, sovrimpressioni, in Risonanze. Poeti per Zanzotto, a cura di Stefano Dal Bianco e Natascia Tonelli, atti del convegno di Siena, 5-6 maggio 2022, Lecce, Pensa Multimedia, 2024. ISBN 9791255680925.
- Giornale di guerra e di prigionia, in Gadda, a cura di Paola Italia, Roma, Carocci, 2024. ISBN 9788829020546.
- Sotto il tempo e più in là del mondo. Emilio Villa primordiale, odierno, futuro, in Armi improprie. Lo stato della critica d’arte in Italia, atti del convegno di Milano, 27-28 aprile 2023, a cura di Vincenzo Trione, Monza, Johan & Levi, 2024. ISBN 9788860103505.
- Ostinato (su Vitaliano Trevisan), in «Moderna», XXV, 2023, 2, pp. 35-57.
- Disegnare, Calvino. Ritratto dello scrittore come scritturalista», in Scrittori-artisti. Aspetti dell’hors-livre nella letteratura italiana, da Luigi Capuana a Michele Mari, numero monografico a cura di Marcello Ciccuto, Eloisa Morra e Chiara Portesine di «Letteratura & Arte», 21 (2023), pp. 97-147. ISSN 1724613X (WC · ACNP).
- Distruzione Beatrice, in Claudio Parmiggiani, catalogo della mostra di Parigi, Tornabuoni Art Paris, 19 ottobre 2023-27 gennaio 2024, Firenze, Forma, 2023, pp. 70-83. ISBN 9788855211512.
- Archeologia con pescecane. Detriti della Grande Guerra nel 'Pasticciaccio', in «Strumenti critici», n.s., XXXVIII, 3 (163), settembre-dicembre 2023. ISBN 9788815386106. ISSN 00392618 (WC · ACNP).
- Frontières humaines, in Chrysalide. Le rêve du papillon, catalogo della mostra di Ginevra, Centre d’art contemporain, 25 gennaio-4 giugno 2023, a cura di Andrea Bellini con la collaborazione di Sara De Chiara e Sarah Lombardi, Milano, Lenz Press, 2023, pp. 92-101. ISBN 9791280579454.
- L’incubo dei Novissimi, in «il verri», 83, ottobre 2023, pp. 77-96. ISBN 9788898514816. ISSN 05067715 (WC · ACNP).
- Del pensare diverso, conversazione con Olivo Barbieri, in Olivo Barbieri, Pensieri diversi, catalogo della mostra di Firenze, Villa Bardini, 6 novembre 2023-11 febbraio 2024, a cura di Marco Pierini, Arezzo, Magonza, 2023, pp. 133-151. ISBN 9788831280853.
- La cornice e le stelle, in Giulio Paolini, Idem, Milano, Electa, 2023, pp. 129-152. ISBN 9788892824980.
- L’ombra della vita, in Moira Ricci 20.12.53 • 10.08.04, a cura di Roberta Valtorta, Mantova, Corraini, 2023, pp. n.n. (ma 64-70). ISBN 9791254930427.
- Oggetti soffici e chiodi in testa, in Prisma Celati. Testi Contesti Immagini Ricordi, atti del convegno di Londra, 9-10 dicembre 2020, a cura di Eloisa Morra e Giacomo Raccis, Milano-Udine, Mimesis, 2023, pp. 141-168. ISBN 9788857588520.
- I rivali invisibili. Paolini e Calvino, evoluzioni fra le cornici, in «Strumenti critici», n.s., XXXVIII, 2 (162), maggio-agosto 2023, pp. 257-287. ISSN 00392618 (WC · ACNP).
- All’ultimo respiro, in Gesti universali. Giuseppe Penone, catalogo della mostra di Roma, Galleria Borghese, 14 marzo-28 maggio 2023, a cura di Francesco Stocchi, Milano, Electa, 2023, pp. 78-85. ISBN 9788892823822.
- Fuochi, gemme e altre meraviglie. Sui muri di Andrea Zanzotto, in «Strumenti critici», n.s., XXXVIII, 1 (161), gennaio-aprile 2023, pp. 31-53. ISBN 9788815386083. ISSN 00392618 (WC · ACNP).
- Libertà e necessità. Zanzotto fra Ungaretti e Montale, in «Quaderni montaliani», 2, Novara, Interlinea, 2022, pp. 203-227. ISBN 9788868574727.
- L’oltraggio. Zanzotto e Dante, in Dante e i poeti del Novecento, a cura di Simone Magherini, Firenze, Società Editrice Fiorentina, 2022, pp. 273-294. ISBN 9788860326751.
- Teorema Caravaggio, in Pier Paolo Pasolini, tutto è santo. Il corpo veggente, catalogo della mostra di Roma, Palazzo Barberini, 28 ottobre 2022-13 febbraio 2023, a cura di Michele Di Monte, Milano, 5 Continents, 2022, pp. 70-105. ISBN 9791254600160.
- Eredità del fascismo. Monumenti visibili, invisibili, intenzionali, involontari, in Fascismo e storia d’Italia. A un secolo dalla marcia su Roma. Temi, narrazioni, fonti, numero monografico a cura di Giovanni De Luna degli «Annali della Fondazione Feltrinelli», LVI, 2022, pp. 281-300. ISBN 9788807990830.
- Post-letteratura?, postfazione a Maria Teresa Carbone, Che ci faccio qui. Autrici e autori nell’era della postfotografia, Roma-Trieste, Italo Svevo, 2022, pp. 221-237. ISBN 9788899028671.
- De-scritture di Vincenzo Agnetti, in Retoriche dell’ecfrasi nella letteratura italiana del Novecento, numero monografico a cura di Marcello Ciccuto, Eloisa Morra e Chiara Portesine di «Letteratura & Arte», 19, 2021, pp. 187-204. ISSN 1724-613X (WC · ACNP).
- Solo la terra oscura. Claudio Parmiggiani, in Senzamargine, catalogo della mostra di Roma, MAXXI, 1 ottobre 2020-10 ottobre 2021, a cura di Bartolomeo Pietromarchi e Stefano Chiodi, Venezia, Marsilio, 2021, pp. 208-25. ISBN 9788829709816.
- Dal «romanzo delle stragi» alla «fuga dei fatti». Retoriche della ricerca della verità in Pasolini e Sciascia, in Pasolini e Sciascia «ultimi eretici». Affinità e divergenze tra due intellettuali soli e disorganici, «fraterni e lontani», atti del convegno di Casarsa della Delizia, 8 e 9 novembre 2019, a cura di Filippo La Porta, Venezia, Marsilio, 2021, pp. 43-65. ISBN 9788829710713.
- Il paradosso dell'autore, prefazione a Giulio Paolini, Recital. Scritture in versi 1987-2020, Torino, Castello di Rivoli, 2021, pp. 7-13. ISBN 9788894481785.
- From a Handbook of Fantastic Writing. Or: The Twombly Function, traduzione di Johanna Bishop, in Writing by Drawing. When Language Seeks its Other, catalogo della mostra a cura di Andrea Bellini e Sarah Lombardi, con la collaborazione di Sara De Chiara, Genève, Centre d’Art Contemporain, 29 gennaio-23 agosto 2020, Milano, Skira, 2020, pp. 38-55. ISBN 9788857243504.
- L’aldilà del Novecento, in Leopardi e la cultura del Novecento. Modi e forme di una presenza, a cura di Luca Chiurchiù e Maria Valeria Dominioni, atti del XIV convegno internazionale di studi leopardiani, Recanati, 27-30 settembre 2017, Firenze, Olschki, 2020, pp. 3-19. ISBN 9788822266927.
- Stelle anomale e uomini volanti. Goffredo Parise fra i suoi Artisti, in I limiti del “dire”: parola scrittura immagine nel ’900, numero monografico a cura di Paolo Leoncini di «Ermeneutica letteraria», XVI, 2020, pp. 87-99. ISSN 18256619 (WC · ACNP).
- Tradurre la distanza, postfazione ad Antonella Anedda, Nomi distanti, Torino, Aragno, 2020, pp. 149-64. ISBN 9788893800976.
- Benvenuti nel deserto del reale, in André Schiffrin, Editoria senza editori, Macerata, Quodlibet, 2019, pp. 115-34. ISBN 9788822903433.
- Il mentitore e il suo mentore. Giorgio Manganelli ed Ernst Bernhard, in Letteratura e psicoanalisi in Italia, a cura di Giancarlo Alfano e Stefano Carrai, Roma, Carocci, 2019, pp. 213-224. ISBN 9788843096664.
- La camera cieca, in Raffaello Baldini, Compatto, produttproassociati, 2019. ISBN 9788894433807.
- L'età ortopedica. La letteratura sfigurata, in Anni Venti in Italia. L'età dell'incertezza, a cura di Matteo Fochessati e Gianni Franzone, catalogo della mostra tenutasi a Genova, 05 ottobre 2019-01 marzo 2020, Genova, SAGEP, 019, pp. 51-71. ISBN 9788863736656.
- Giulio Paolini, Sale d'attesa, testo di Andrea Cortellessa, foto di Daniele De Lonti, Arezzo, Magonza, 2019. ISBN 978-88-98756-95-7.
- Francesco Targhetta, Perciò veniamo bene nelle fotografie [2012], postfazione di Andrea Cortellessa, Milano, Mondadori, 20192. ISBN 9788804709213.
- Nanni Balestrini, Caosmogonia e altro. Poesie complete volume terzo (1990-2017), Roma, DeriveApprodi, introduzione di Andrea Cortellessa, 2018. ISBN 9788865482186.
- Franco Cordelli, Proprietà perduta, postfazione di Andrea Cortellessa, Roma, L'orma, 2016. ISBN 9788899793081.
- Claudio Parmiggiani, Lettere a Luisa, postfazione di Andrea Cortellessa, Arezzo, Magonza, 2016. ISBN 9788898756407.
- Nanni Balestrini, Come si agisce e altri procedimenti. Poesie complete volume primo (1954-1969), postfazione di Andrea Cortellessa, Roma, DeriveApprodi, 2015. ISBN 9788865481356.
- Tommaso Pincio, Scrissi d’arte, postfazione di Andrea Cortellessa, Roma, L’orma, 2015. ISBN 9788898038671.
- Una radice di Primo Levi, postfazione a Roger Vercel, Tempesta, traduzione di Alice Volpi, Roma, Nutrimenti, 2013.
- Achille Bonito Oliva, L’ideologia del traditore. Arte, maniera, manierismo, postfazione di Andrea Cortellessa, Milano, Electa, 2012. ISBN 9788837090173.
- Nanni Balestrini, La violenza illustrata, postfazione di Andrea Cortellessa, Roma, DeriveApprodi, 20113. ISBN 9788865480175.
- Dove siamo? La letteratura in Italia, oggi, (con Giancarlo Alfano, Davide Dalmas, Matteo Di Gesù, Stefano Jossa, Domenico Scarpa), Palermo: duepunti, 2011.
- Tennis neurale. Tra letteratura e fotografia, in Arte in Italia dopo la fotografia: 1850-2000, catalogo della mostra a cura di Maria Vittoria Marini Clarelli e Maria Antonella Fusco, Roma, Galleria nazionale d’arte moderna e contemporanea, 21 dicembre 2011-4 marzo 2012, Milano, Electa, 2011. ISBN 9788837088972.
- Giorgio Agamben, Categorie italiane. Studi di poetica e di letteratura, postfazione di Andrea Cortellessa, Roma-Bari, Laterza, 2010. ISBN 9788842092117; ora Macerata, Quodlibet, 2021. ISBN 9788822905437.
- Luigi Di Ruscio, Cristi polverizzati, presentazione di Andrea Cortellessa, contributi di Angelo Ferracuti ed Emanuele Zinato, Firenze, Le Lettere, 2009. ISBN 9788860872364.
- Nanni Balestrini (a cura di), Quindici: una rivista e il Sessantotto, con un saggio di Andrea Cortellessa, Milano, Feltrinelli, 2008. ISBN 9788807720345.
- Harold Bloom, Il canone occidentale: i libri e le scuole delle eta, introduzione di Andrea Cortellessa, Milano, BUR, 2008. ISBN 9788817023559.
- Franco Cordelli, Il poeta postumo: manie pettegolezzi rancori, a cura di Stefano Chiodi, con contributi di Andrea Cortellessa e Daniele Giglioli e intervista all'autore, Firenze, Le Lettere, 2008. ISBN 9788860871725.
- Emilio Villa, Attributi dell'arte odierna: 1947-1967, nuova ed. ampliata, a cura di Aldo Tagliaferri, contributi di Andrea Cortellessa e Carla Subrizi, Firenze, Le Lettere, 2008. ISBN 978-8860871091.
- Gianni Celati (a cura di), Alice disambientata: materiali collettivi (su Alice) per un manuale di sopravvivenza, postfazione di Andrea Cortellessa, Firenze, Le Lettere, 2007. ISBN 9788860870414.
- Lalla Romano, Le metamorfosi, a cura di Antonio Ria, postfazione di Andrea Cortellessa, Torino, Einaudi, 2005. ISBN 9788806176532.
- Andrea Cortellessa et alii, Questione Fenoglio, atti della giornata di studi, Ancona 19 aprile 2002, Falconara Marittima, Istituto Gramsci Marche; Ancona, Istituto Regionale di Storia del movimento di liberazione delle Marche, 2004.
- Lucio del Corso e Paolo Pecere, L'anello che non tiene: Tolkien fra letteratura e mistificazione, postfazione di Andrea Cortellessa, Roma, Minimum fax, 2003. ISBN 9788887765854.
- Vittorio Biagini e Andrea Sirotti (a cura di), Nodo sottile. 3, prefazione di Andrea Cortellessa, Milano, Crocetti, 2002. ISBN 9788883060861.

## Mostre
- (con Denis Isaia e Pietro Nocita) Il sogno di Luigi Serafini, Rovereto, MART, 12 luglio-20 ottobre 2024 (catalogo Silvana).
- Illustrazioni per libri inesistenti. Artisti con Manganelli, Roma, Museo di Roma in Trastevere, 22 settembre 2023-7 gennaio 2024 (catalogo Electa).
- (con Marco Delogu e Silvia De Laude) Pasolini. Ipotesi di raffigurazione, Roma, Centro Congressi La Nuvola; Madrid, Istituto italiano di cultura; Stoccolma, Istituto italiano di cultura, giugno 2022-gennaio 2023 (catalogo Punctum).
- (con Chiara Bertola) Un’evidenza fantascientifica. Andrea Zanzotto, Luigi Ghirri, Giuseppe Caccavale, Venezia, Fondazione scientifica Querini Stampalia, 15 maggio-17 ottobre 2021 (catalogo Mantova, Corraini, 2021).

## Filmografia
- senza scrittori (Italia, 2011), documentario di Andrea Cortellessa e Luca Archibugi, regia di Luca Archibugi, da un'idea di Franco Scaglia, 72 minuti.